# Els Banys de Sant Vicenç
Els Banys de Sant Vicenç ist ein kleiner Ort (Nucli de població) im Kirchspiel von El Pont de Bar in der Provinz Lleida in der Hochgebirgsregion der Pyrenäen in Katalonien. Die Häuser und Badeanlagen liegen gemeinsam mit der Kapelle Mare de Déu del Remei am rechten Ufer des Riu Segre.

## Geschichte
Die nahe dem Bergstaat Andorra gelegenen Thermalquellen waren seit dem 10. Jahrhundert bekannt und nach historischen Aufzeichnungen aus dem Jahre 1775 im Besitz der andorranischen Familie Pal. Einige Quellen sind bereits in den Dokumenten aus dem Jahre 965 erwähnt. 
Bartomeu Pal erwarb 1775 den Ort und die Thermalquellen und errichtete die erste Badeanlage (Banys). Im Jahre 1870 erbaute Antoni Pal y Solé das erste Hotel mit Thermalbad. 1936 zu Beginn des Spanischen Bürgerkrieges wurde das Gebäude beschlagnahmt und als Krankenhaus genutzt. Nach dem Krieg nahm Familie Pal den Hotelbetrieb wieder auf, stellte den ursprünglichen Zustand wieder her und erweiterte die Anlage zu einem Spa-Hotel. Die Gebäude der Banys de Sant Vicenç an der Carretera N-260 (Straße von Sant Vincent nach La Seu d’Urgell) wurden unter der IPA-Nº 37506 als architektonisches Kulturerbe ins Verzeichnis Inventari del Patrimoni Arquitectònic de Catalunya eingetragen.
Laut Ajuntament del Pont de Bar sind in dem Ort fünf Einwohner gemeldet (Stand 2013).

## Sehenswertes

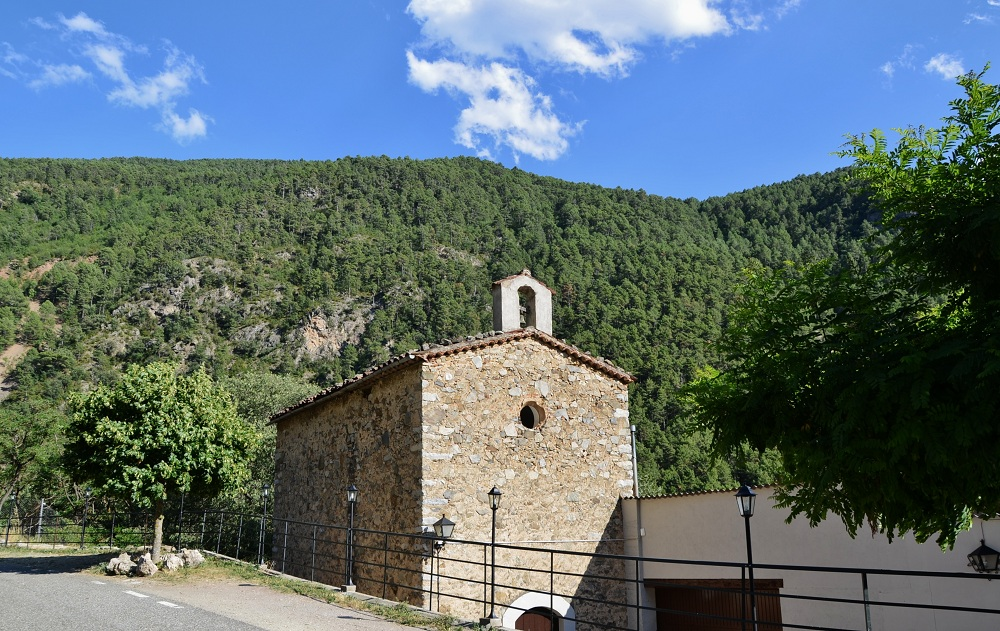
Capella Sant Vicenç

Die Capella de Sant Vicenç aus dem 17. Jahrhundert, die der Mare de Déu del Remei gewidmet wurde, ist seit 2003 geschütztes Kulturdenkmal in Katalonien.
Die Bädereinrichtungen von Sant Vicenç sind bekannt zur Heilung von Rheuma und Hautkrankheiten. Das Thermalwasser mit einer Temperatur von 42 °C ist Schwefel- und Hydrogencarbonat-haltig.